# Thành ủy Thành phố Hồ Chí Minh
Thành ủy Thành phố Hồ Chí Minh có tên đầy đủ là Ban Chấp hành Đảng bộ Đảng Cộng sản Việt Nam Thành phố Hồ Chí Minh, là cơ quan lãnh đạo cao nhất của Đảng bộ Thành phố Hồ Chí Minh giữa hai nhiệm kì Đại hội Đại biểu Đảng bộ Thành phố Hồ Chí Minh. Cơ quan lãnh đạo ở mỗi cấp giữa hai nhiệm kì đại hội là Ban Chấp hành Đảng bộ, Đảng ủy các cấp (gọi tắt là cấp ủy).
Ngày 18 tháng 6 năm 2025, Bộ Chính trị ban hành Quyết định số 321-QĐ/TW thành lập Đảng bộ Thành phố Hồ Chí Minh trực thuộc Ban Chấp hành Trung ương Đảng, trên cơ sở hợp nhất Đảng bộ Thành phố Hồ Chí Minh, tỉnh Bình Dương và Bà Rịa - Vũng Tàu kể từ ngày 1 tháng 7 năm 2025.

## Chức năng và nhiệm vụ
Ban Chấp hành Đảng bộ Thành phố Hồ Chí Minh (gọi tắt Thành ủy) là cơ quan lãnh đạo của Đảng bộ thành phố giữa 2 kỳ Đại hội Đảng bộ thành phố, chịu trách nhiệm trước Bộ Chính trị, Ban Bí thư Trung ương Đảng; trước Đảng bộ và nhân dân thành phố lãnh đạo toàn diện công tác trên địa bàn thành phố nhằm thực hiện Cương lĩnh chính trị, Điều lệ Đảng, Nghị quyết Đại hội Đảng toàn quốc, Nghị quyết Đại hội Đảng bộ thành phố. Thành ủy họp thường lệ ba tháng một lần; họp bất thường khi cần.
Thành ủy có nhiệm vụ sau:
- Quyết định chủ trương, biện pháp để thực hiện đường lối, các chính sách của Bộ Chính trị, Ban Bí thư, Trung ương Đảng và Chính phủ.
- Trình Bộ Chính trị, Ban Bí thư Trung ương Đảng nhân sự giới thiệu các chức danh Bí thư, Phó Bí thư Thành ủy, Chủ tịch Hội đồng nhân dân, Ủy ban nhân dân thành phố, nhân sự bổ sung Thành ủy viên.
- Căn cứ quy định Trung ương, quyết định số lượng Ủy viên Ban Thường vụ, Ủy viên Ủy ban Kiểm tra Thành ủy.
- Bầu Ủy viên Ban Thường vụ Thành ủy, Bí thư và Phó Bí thư Thành ủy; bầu Ủy viên Ủy ban Kiểm tra và Chủ nhiệm Ủy ban Kiểm tra Thành ủy.
- Giới thiệu nhân sự ứng cử và được chỉ định Thành ủy, chuẩn bị nhân sự Thành ủy khóa tiếp theo.
- Giới thiệu các chức danh Chủ tịch Hội đồng nhân dân, Chủ tịch Ủy ban nhân dân thành phố để Hội đồng nhân dân thành phố bầu. Tham gia ý kiến về nhân sự Phó Chủ tịch Hội đồng nhân dân, Phó Chủ tịch Ủy ban nhân dân thành phố trước khi Ban Thường vụ Thành ủy giới thiệu Hội đồng nhân dân thành phố bầu.
- Thảo luận và quyết định vấn đề do Ban Thường vụ Thành ủy đề nghị.

## Các kì Đại hội Đảng bộ Thành phố Hồ Chí Minh[3]
30/4/1975 – 12/1976: Nguyễn Văn Linh – Bí thư Thành ủy
12/1976: Võ Văn Kiệt – Bí thư Thành ủy
1. ĐẠI HỘI ĐẠI BIỂU ĐẢNG BỘ LẦN THỨ NHẤT (NHIỆM KỲ 1977 - 1980)
Ban Chấp hành gồm 49 ủy viên (trong đó có 4 dự khuyết)
Bí thư: Võ Văn Kiệt
Phó Bí thư - Chủ tịch: Mai Chí Thọ
Phó Bí thư: Trần Ngọc Ban (Mười Hương)
2. ĐẠI HỘI ĐẠI BIỂU ĐẢNG BỘ LẦN THỨ HAI (NHIỆM KỲ 1980 - 1983)
Ban Chấp hành gồm 55 ủy viên (trong đó có 4 dự khuyết)
Bí thư: Võ Văn Kiệt, Nguyễn Văn Linh (từ 12/1981)
Phó Bí thư - Chủ tịch: Mai Chí Thọ
Phó Bí thư: Trần Ngọc Ban (Mười Hương)
Phó Bí thư: Phan Minh Tánh (Chín Đào)
3. ĐẠI HỘI ĐẠI BIỂU ĐẢNG BỘ LẦN THỨ BA (NHIỆM KỲ 1983 - 1986)
Ban Chấp hành gồm 58 ủy viên (trong đó có 2 dự khuyết).
Bí thư: Nguyễn Văn Linh; Mai Chí Thọ (từ 6/1986 đến 10/1986)
Phó Bí thư - Chủ tịch: Mai Chí Thọ (đến 6/1985); Phan Văn Khải (từ 6/1985)
Phó Bí thư thường trực: Mai Chí Thọ (từ 6/1985 đến 6/1986); Võ Trần Chí (từ 6/1986)
Phó Bí thư: Phan Minh Tánh
4. ĐẠI HỘI ĐẠI BIỂU ĐẢNG BỘ LẦN THỨ TƯ (NHIỆM KỲ 1986 - 1991)
Ban Chấp hành gồm 68 ủy viên (trong đó 10 dự khuyết).
Bí thư: Võ Trần Chí
Phó Bí thư - Chủ tịch: Phan Văn Khải (đến 4/1989) Nguyễn Vĩnh Nghiệp (từ 4/1989)
Phó Bí thư: Nguyễn Võ Danh (Bảy Dự)
5. ĐẠI HỘI ĐẠI BIỂU ĐẢNG BỘ LẦN THỨ NĂM (NHIỆM KỲ 1991 - 1996)
Ban Chấp hành gồm 51 ủy viên chính thức
Bí thư: Võ Trần Chí
Phó Bí thư - Chủ tịch: Nguyễn Vĩnh Nghiệp (đến 3/1992); Trương Tấn Sang (từ 3/1992 đến 7/1996)
Phó Bí thư: Trần Trọng Tân
6. ĐẠI HỘI ĐẠI BIỂU ĐẢNG BỘ LẦN THỨ SÁU (NHIỆM KỲ 1996 - 2000)
Ban Chấp hành gồm là 51 ủy viên chính thức
Bí thư: Trương Tấn Sang (đến 1/2000); Nguyễn Minh Triết (từ 1/2000)
Phó Bí thư - Chủ tịch UBND: Võ Viết Thanh
Phó Bí thư - Chủ tịch HĐND: Phạm Chánh Trực
Phó Bí thư: Nguyễn Minh Triết (từ 12/1996 đến 12/1997); Võ Văn Cương
7. ĐẠI HỘI ĐẠI BIỂU ĐẢNG BỘ LẦN THỨ BẢY (NHIỆM KỲ 2000 - 2005)
Ban Chấp hành gồm 51 ủy viên chính thức.
Bí thư: Nguyễn Minh Triết
Phó Bí thư - Chủ tịch UBND: Lê Thanh Hải
Phó Bí thư thường trực: Võ Văn Cương - Chủ tịch HĐND (từ 9/2002)
Phó Bí thư - Chủ tịch HĐND: Huỳnh Đảm (đến 9/2002)
Phó Bí thư: Lê Hoàng Quân (từ 10/2004)
Phó Bí thư: Phạm Phương Thảo (từ 5/2005)
8. ĐẠI HỘI ĐẠI BIỂU ĐẢNG BỘ LẦN THỨ TÁM (NHIỆM KỲ 2005 - 2010)
Ban Chấp hành gồm là 59 ủy viên chính thức.
Bí thư: Nguyễn Minh Triết (đến 6/2006); Lê Thanh Hải (từ 6/2006)
Phó Bí thư thường trực: Lê Hoàng Quân (đến 7/2006), Nguyễn Văn Đua (từ 11/2006)
Phó Bí thư, Chủ tịch HĐND: Phạm Phương Thảo
Phó Bí thư, Chủ tịch UBND: Lê Thanh Hải (đến 7/2006), Lê Hoàng Quân (từ 7/2006)
Phó Bí thư: Huỳnh Thị Nhân (từ 12/2008)
9. ĐẠI HỘI ĐẠI BIỂU ĐẢNG BỘ LẦN THỨ CHÍN (NHIỆM KỲ 2010 - 2015)
Ban Chấp hành gồm 52 ủy viên chính thức.
Bí thư: Lê Thanh Hải
Phó Bí thư thường trực: Nguyễn Văn Đua (đến 4/2014); Võ Văn Thưởng (từ 4/2014)
Phó Bí thư - Chủ tịch UBND: Lê Hoàng Quân
Phó Bí thư: Nguyễn Thị Thu Hà
Phó Bí thư: Nguyễn Thành Phong (từ 3/2015)
Phó Bí thư - Chủ tịch HĐND: Nguyễn Thị Quyết Tâm (từ 10/2011)
10. ĐẠI HỘI ĐẠI BIỂU ĐẢNG BỘ LẦN THỨ MƯỜI (NHIỆM KỲ 2015 - 2020)
Ban Chấp hành gồm 69 ủy viên chính thức.
Lê Thanh Hải - Ủy viên Bộ Chính trị khóa XI, phụ trách chỉ đạo Thành ủy (10/2015 - 2/2016)
Bí thư: Đinh La Thăng (từ 2/2016 đến 5/2017); Nguyễn Thiện Nhân (từ 5/2017)
Phó Bí thư, Chủ tịch UBND: Nguyễn Thành Phong
Phó Bí thư thường trực: Võ Văn Thưởng (đến 2/2016); Tất Thành Cang (từ 2/2016 đến 12/2018); Trần Lưu Quang (từ 2/2019)
Phó Bí thư, Chủ tịch HĐND: Nguyễn Thị Quyết Tâm (đến 01/2019); Nguyễn Thị Lệ (từ 04/2019)
Phó Bí thư: Tất Thành Cang (đến 2/2016); Võ Thị Dung (từ 5/2016 đến 6/2020)
11. ĐẠI HỘI ĐẠI BIỂU ĐẢNG BỘ LẦN THỨ MƯỜI MỘT (NHIỆM KỲ 2020 - 2025)
Ban Chấp hành gồm 61 ủy viên chính thức.
Nguyễn Thiện Nhân - Ủy viên Bộ Chính trị khóa XII, phụ trách chỉ đạo Thành ủy (10/2020-2/2021)
Bí thư: Nguyễn Văn Nên 
Phó Bí thư, Chủ tịch UBND: Nguyễn Thành Phong (đến 08/2021); Phan Văn Mãi (từ 08/2021 đến 02/2025); Nguyễn Văn Được (từ 02/2025)
Phó Bí thư thường trực: Trần Lưu Quang (đến 04/2021); Phan Văn Mãi (từ 06/2021 đến 12/2023); Nguyễn Hồ Hải (từ 12/2023 đến 01/2025); Nguyễn Thanh Nghị (từ 01/2025)
Phó Bí thư, Chủ tịch HĐND: Nguyễn Thị Lệ (đến 0/2025)
Phó Bí thư: Nguyễn Hồ Hải (đến 12/2023); Nguyễn Văn Hiếu (đến 05/2023); Nguyễn Phước Lộc (từ 09/2023)
Ngày 1 tháng 7 năm 2025, Ban Chấp hành Đảng bộ TP.HCM sau khi hợp nhất với Bình Dương và Bà Rịa - Vũng Tàu
Ban Chấp hành gồm 108 ủy viên chính thức.
Bí thư: Nguyễn Văn Nên
Phó Bí thư thường trực: Nguyễn Thanh Nghị
Phó Bí thư, Chủ tịch UBND: Nguyễn Văn Được
Phó Bí thư, Chủ tịch HĐND: Võ Văn Minh
Phó Bí thư, Chủ tịch UBMTTQ: Nguyễn Phước Lộc
Phó Bí thư: Đặng Minh Thông 
12. ĐẠI HỘI ĐẠI BIỂU ĐẢNG BỘ LẦN THỨ NHẤT (NHIỆM KỲ 2025 - 2030)
Ban Chấp hành sẽ gồm 71 ủy viên chính thức.

## Thường trực Thành ủy khóa XI
| STT | Họ và tên         | Chức vụ Đảng, chính quyền                                                                    |
| --- | ----------------- | -------------------------------------------------------------------------------------------- |
| 1   | Nguyễn Văn Nên    | Ủy viên Bộ Chính trị, Bí thư Thành ủy Thành phố Hồ Chí Minh                                  |
| 2   | Nguyễn Thanh Nghị | Ủy viên Trung ương Đảng, Phó Bí thư thường trực Thành ủy Thành phố Hồ Chí Minh               |
| 3   | Nguyễn Văn Được   | Ủy viên Trung ương Đảng, Phó Bí thư Thành ủy, Chủ tịch Ủy ban nhân dân Thành phố Hồ Chí Minh |
| 4   | Võ Văn Minh       | Phó Bí thư Thành ủy, Chủ tịch Hội đồng nhân dân Thành phố Hồ Chí Minh                        |
| 5   | Nguyễn Phước Lộc  | Phó Bí thư Thành ủy, Chủ tịch Ủy ban Mặt trận Tổ quốc Việt Nam Thành phố Hồ Chí Minh         |
| 6   | Đặng Minh Thông   | Phó Bí thư Thành ủy                                                                          |

## Ban Thường vụ Thành ủy
Ban Thường vụ Thành ủy Thành phố Hồ Chí Minh, thường gọi tắt là Ban Thường vụ Thành ủy, theo điều lệ là cơ quan lãnh đạo của Đảng bộ Thành phố Hồ Chí Minh trong thời gian giữa các kỳ hội nghị Thành ủy, nhưng thực tế chính là cơ quan lãnh đạo tối cao của Đảng bộ Thành phố. Các thành viên trong Ban Thường vụ Thành ủy do Ban Chấp hành Đảng bộ Thành phố bầu ra hoặc do Bộ Chính trị, Ban Bí thư chỉ định tham gia.

### Nhiệm vụ
Ban Thường vụ Thành ủy có nhiệm vụ lãnh đạo và kiểm tra việc thực hiện nghị quyết Đại hội đại biểu Đảng bộ Thành phố, nghị quyết của Ban Chấp hành Đảng bộ Thành phố Hồ Chí Minh; quyết định những vấn đề về chủ trương, chính sách, tổ chức, cán bộ; quyết định triệu tập và chuẩn bị nội dung các kỳ họp của Ban Chấp hành Đảng bộ Thành phố Hồ Chí Minh; báo cáo công việc đã làm trước hội nghị Thành ủy hoặc theo yêu cầu của Thành ủy.

### Ban Thường vụ Thành ủy khóa XI (2020 - 2025)
| STT | Họ và tên               | Năm sinh | Chức vụ                                                                                      |
| --- | ----------------------- | -------- | -------------------------------------------------------------------------------------------- |
| 1   | Nguyễn Văn Nên          | 1957     | Ủy viên Bộ Chính trị, Bí thư Thành ủy Thành phố Hồ Chí Minh                                  |
| 2   | Nguyễn Thanh Nghị       | 1976     | Ủy viên Trung ương Đảng, Phó Bí thư thường trực Thành ủy                                     |
| 3   | Nguyễn Văn Được         | 1968     | Ủy viên Trung ương Đảng, Phó Bí thư Thành ủy, Chủ tịch Ủy ban nhân dân Thành phố Hồ Chí Minh |
| 4   | Võ Văn Minh             | 1972     | Phó Bí thư Thành ủy, Chủ tịch Hội đồng nhân dân Thành phố Hồ Chí Minh                        |
| 5   | Nguyễn Phước Lộc        | 1970     | Phó Bí thư Thành ủy, Chủ tịch Ủy ban Mặt trận Tổ quốc Việt Nam Thành phố Hồ Chí Minh         |
| 6   | Đặng Minh Thông         | 1977     | Phó Bí thư Thành ủy                                                                          |
| 7   | Nguyễn Văn Thọ          | 1968     | Phó Chủ tịch thường trực UBND Thành phố Hồ Chí Minh                                          |
| 8   | Văn Thị Bạch Tuyết      | 1976     | Trưởng ban Tổ chức Thành ủy                                                                  |
| 9   | Thiếu tướng Vũ Văn Điền | 1971     | Tư lệnh Bộ Tư lệnh Thành phố Hồ Chí Minh                                                     |
| 10  | Dương Anh Đức           | 1968     | Phó Trưởng ban thường trực Ban Tuyên giáo và Dân vận Thành ủy                                |
| 11  | Nguyễn Mạnh Cường       | 1979     | Phó Chủ tịch UBND Thành phố Hồ Chí Minh                                                      |
| 12  | Phạm Thành Kiên         | 1971     | Phó Chủ tịch thường trực HĐND Thành phố Hồ Chí Minh                                          |
| 13  | Nguyễn Lộc Hà           | 1974     | Phó Chủ tịch UBND Thành phố Hồ Chí Minh                                                      |
| 14  | Trần Văn Tuấn           | 1975     | Phó Chủ tịch HĐND Thành phố Hồ Chí Minh                                                      |
| 15  | Trung tướng Mai Hoàng   | 1979     | Giám đốc Công an Thành phố Hồ Chí Minh                                                       |
| 16  | Dương Trọng Hiếu        | 1976     | Phó Trưởng ban thường trực Ban Tổ chức Thành ủy                                              |
| 17  | Bùi Chí Thành           | 1974     | Bí thư Đảng ủy phường Phú Mỹ                                                                 |
| 18  | Võ Văn Dũng             | 1974     | Chủ nhiệm Ủy ban Kiểm tra Thành ủy                                                           |
| 19  | Lê Hoàng Hải            | 1974     | Phó Trưởng ban Tuyên giáo và Dân vận Thành ủy                                                |
| 20  | Võ Ngọc Thanh Trúc      | 1981     | Chủ tịch Hội Liên hiệp Phụ nữ TP.HCM                                                         |
| 21  | Đại tá Trần Văn Cư      | 1974     | Phó Tư lệnh Bộ Tư lệnh Thành phố Hồ Chí Minh                                                 |
| 22  | Hoàng Nguyên Dinh       | 1980     | Phó Trưởng ban Tuyên giáo và Dân vận Thành ủy                                                |
| 23  | Trần Tuấn Lĩnh          | 1976     | Bí thư Đảng ủy phường Bà Rịa                                                                 |
| 24  | Nguyễn Văn Minh         | 1967     | Phó Trưởng ban Tổ chức Thành ủy                                                              |
| 25  | Bùi Thanh Nhân          | 1974     | Chủ tịch Liên đoàn Lao động TP.HCM                                                           |
| 26  | Nguyễn Chí Trung        | 1967     | Phó Chủ nhiệm thường trực Ủy ban Kiểm tra Thành ủy                                           |
| 27  | Nguyễn Thị Mỹ Hằng      | 1975     | Trưởng ban Nội chính Thành ủy                                                                |
| 28  | Thiếu tướng Tạ Văn Đẹp  | 1975     | Phó Giám đốc Công an Thành phố Hồ Chí Minh                                                   |
| 29  | Trương Thị Bích Hạnh    | 1975     | Phó Chủ tịch thường trực Ủy ban Mặt trận Tổ quốc Việt Nam Thành phố Hồ Chí Minh              |

## Ban Chấp hành Đảng bộ Thành phố khóa XI (2020 - 2025)
| Uỷ viên Bộ Chính trị Ủy viên Trung ương Đảng Ủy viên Trung ương Đảng dự khuyết | Ủy viên Ban Thường vụ Thành ủy |

| STT | Họ và Tên                 | Năm sinh |  | Chức vụ cũ                                                          | Chức vụ hiện nay                                                                | Ghi chú |
| --- | ------------------------- | -------- |  | ------------------------------------------------------------------- | ------------------------------------------------------------------------------- | ------- |
| 1   | Trần Văn Bảy              | 1971     |  | Chánh Thanh tra TP.HCM                                              | Chánh Thanh tra TP.HCM                                                          |         |
| 2   | Bùi Xuân Cường            | 1975     |  | Phó Chủ tịch Ủy ban nhân dân Thành phố                              | Phó Chủ tịch Ủy ban nhân dân Thành phố                                          |         |
| 3   | Nguyễn Mạnh Cường         | 1979     |  | Trưởng ban Tuyên giáo và Dân vận Thành ủy TP.HCM                    | Phó Chủ tịch Ủy ban nhân dân Thành phố                                          |         |
| 4   | Nguyễn Văn Dũng           | 1972     |  | Phó Chủ tịch Ủy ban nhân dân Thành phố                              | Phó Chủ tịch Ủy ban nhân dân Thành phố                                          |         |
| 5   | Lê Văn Đông               | 1975     |  | Viện trưởng Viện Kiểm sát nhân dân TP.HCM                           | Viện trưởng Viện Kiểm sát nhân dân TP.HCM                                       |         |
| 6   | Thiếu tướng Vũ Văn Điền   | 1971     |  | Tư lệnh Bộ Tư lệnh Thành phố Hồ Chí Minh                            | Tư lệnh Bộ Tư lệnh Thành phố Hồ Chí Minh                                        |         |
| 7   | Huỳnh Khắc Điệp           | 1978     |  | Bí thư Quận ủy Quận Bình Tân                                        | Phó Trưởng ban Nội chính Thành ủy TP.HCM                                        |         |
| 8   | Nguyễn Văn Được           | 1968     |  | Phó Bí thư Thành ủy, Chủ tịch Ủy ban nhân dân TP. Hồ Chí Minh       | Phó Bí thư Thành ủy, Chủ tịch Ủy ban nhân dân TP. Hồ Chí Minh                   |         |
| 9   | Dương Anh Đức             | 1968     |  | Bí thư Quận ủy Quận 1                                               | Phó Trưởng ban thường trực Ban Tuyên giáo và Dân vận Thành ủy TP.HCM            |         |
| 10  | Đại tá Trần Thanh Đức     | 1971     |  | Chỉ huy trưởng Bộ chỉ huy Bộ đội Biên phòng Thành phố               | Chỉ huy trưởng Ban Chỉ huy Bộ đội Biên phòng Thành phố                          |         |
| 11  | Ngô Minh Hải              | 1987     |  | Bí thư Thành Đoàn TP.HCM                                            | Bí thư Thành Đoàn TP.HCM                                                        |         |
| 12  | Trần Quang Lâm            | 1973     |  | Phó Giám đốc Sở Xây dựng TP.HCM                                     | Phó Giám đốc Sở Xây dựng TP.HCM                                                 |         |
| 13  | Lê Văn Minh               | 1976     |  | Bí thư Quận ủy Quận 10                                              | Bí thư Đảng ủy phường Diên Hồng                                                 |         |
| 14  | Trung tướng Mai Hoàng     | 1974     |  | Giám đốc Công an Thành phố Hồ Chí Minh                              | Giám đốc Công an Thành phố Hồ Chí Minh                                          |         |
| 15  | Phạm Thành Kiên           | 1971     |  | Phó Chủ tịch thường trực HĐND Thành phố                             | Phó Chủ tịch thường trực HĐND Thành phố                                         |         |
| 16  | Nguyễn Phước Lộc          | 1970     |  | Phó Bí thư Thành ủy                                                 | Phó Bí thư Thành ủy                                                             |         |
| 17  | Trần Văn Nam              | 1970     |  | Phó Bí thư Đảng ủy UBND TP.HCM                                      | Phó Bí thư Đảng ủy UBND TP.HCM                                                  |         |
| 18  | Nguyễn Văn Nên            | 1957     |  | Bí thư Thành ủy Thành phố Hồ Chí Minh                               | Bí thư Thành ủy Thành phố Hồ Chí Minh                                           |         |
| 19  | Nguyễn Thanh Nghị         | 1976     |  | Phó Bí thư thường trực Thành ủy                                     | Phó Bí thư thường trực Thành ủy                                                 |         |
| 20  | Nguyễn Thanh Nhã          | 1974     |  | Bí thư Huyện ủy Huyện Bình Chánh                                    | Bí thư Đảng ủy xã Tân Vĩnh Lộc                                                  |         |
| 21  | Huỳnh Thanh Nhân          | 1969     |  | Phó Chủ tịch Hội đồng nhân dân Thành phố                            | Phó Chủ tịch Hội đồng nhân dân Thành phố                                        |         |
| 22  | Nguyễn Tấn Phát           | 1977     |  | Giám đốc Học viện Cán bộ Thành phố                                  | Bí thư Đảng ủy phường Sài Gòn                                                   |         |
| 23  | Lê Thanh Phong            | 1967     |  | Chánh án Tòa án Nhân dân TP.HCM                                     | Chánh án Tòa án Nhân dân TP.HCM                                                 |         |
| 24  | Phan Thị Thanh Phương     | 1984     |  | Bí thư Quận ủy Quận Phú Nhuận                                       | Bí thư Đảng ủy phường Đức Nhuận                                                 |         |
| 25  | Vũ Hải Quân               | 1974     |  | Ủy viên Trung ương Đảng, Giám đốc Đại học Quốc gia TP.HCM           | Ủy viên Trung ương Đảng, Giám đốc Đại học Quốc gia TP.HCM                       |         |
| 26  | Lê Thị Hờ Rin             | 1977     |  | Phó Chủ nhiệm Thường trực Ủy ban Kiểm tra Thành ủy TP.HCM           | Phó Chủ nhiệm Ủy ban Kiểm tra Thành ủy TP.HCM                                   |         |
| 27  | Phạm Hồng Sơn             | 1981     |  | Chánh Văn phòng Thành ủy                                            | Chánh Văn phòng Thành ủy                                                        |         |
| 28  | Võ Khắc Thái              | 1967     |  | Chủ tịch Liên đoàn Lao động TP.HCM                                  | Phó Chủ tịch Liên đoàn Lao động TP.HCM                                          |         |
| 29  | Hà Phước Thắng            | 1976     |  | Phó Trưởng đoàn chuyên trách Đoàn Đại biểu Quốc hội TP.HCM          | Bí thư Đảng ủy xã Tân Nhựt                                                      |         |
| 30  | Lâm Đình Thắng            | 1981     |  | Giám đốc Sở Khoa học và Công nghệ TP.HCM                            | Giám đốc Sở Khoa học và Công nghệ TP.HCM                                        |         |
| 31  | Nguyễn Quyết Thắng        | 1969     |  | Bí thư Huyện ủy Huyện Củ Chi                                        | Bí thư Đảng ủy xã Tân An Hội                                                    |         |
| 32  | Trần Thế Thuận            | 1967     |  | Giám đốc Sở Văn hóa và Thể thao TP.HCM                              | Giám đốc Sở Văn hóa và Thể thao TP.HCM                                          |         |
| 33  | Trần Thị Diệu Thúy        | 1977     |  | Phó Chủ tịch Ủy ban nhân dân Thành phố                              | Phó Chủ tịch Ủy ban nhân dân Thành phố                                          |         |
| 34  | Đặng Quốc Toàn            | 1977     |  | Chánh Văn phòng Ủy ban Nhân dân TP.HCM                              | Phó Trưởng ban Tổ chức Thành ủy TP.HCM                                          |         |
| 35  | Nguyễn Trần Phượng Trân   | 1976     |  | Phó Trưởng đoàn chuyên trách đoàn Đại biểu Quốc hội TP.HCM          | Bí thư Đảng ủy phường Tam Bình                                                  |         |
| 36  | Nguyễn Thành Trung        | 1967     |  | Phó Chủ tịch Thường trực Ủy ban Mặt trận Tổ quốc Thành phố          | Phó Chủ tịch Ủy ban MTTQ Thành phố, Chủ tịch Hội Nông dân TP.HCM                |         |
| 37  | Đại tá Nguyễn Thành Trung | 1974     |  | Chính ủy Bộ Tư lệnh Thành phố Hồ Chí Minh                           | Chính ủy Bộ Tư lệnh Thành phố Hồ Chí Minh                                       |         |
| 38  | Văn Thị Bạch Tuyết        | 1976     |  | Trưởng ban Tổ chức Thành ủy                                         | Trưởng ban Tổ chức Thành ủy                                                     |         |
| 39  | Bùi Tá Hoàng Vũ           | 1974     |  | Giám đốc Sở Công thương TP.HCM                                      | Giám đốc Sở Công thương TP.HCM                                                  |         |
| 40  | Nguyễn Thanh Xuân         | 1981     |  | Bí thư Quận ủy Quận 3                                               | Bí thư Đảng ủy phường Xuân Hòa                                                  |         |
| 41  | Nguyễn Văn Đông           | 1972     |  | Ủy viên Ban thường vụ Tỉnh ủy, Bí thư Thành ủy Thủ Dầu Một          | Bí thư Đảng ủy phường Bình Dương                                                |         |
| 42  | Nguyễn Văn Minh           | 1967     |  | Ủy viên Ban thường vụ Tỉnh ủy, Bí thư Thành ủy Thuận An             | Phó Trưởng ban Tổ chức Thành ủy TP.HCM                                          |         |
| 43  | Đại tá Nguyễn Đình Chuẩn  |          |  | Chính ủy Bộ chỉ huy quân sự Tỉnh Bình Dương                         | Phó Chính ủy Bộ Tư lệnh Thành phố Hồ Chí Minh                                   |         |
| 44  | Huỳnh Văn Dân             |          |  | Phó Trưởng ban Thường trực Ban Tổ chức Tỉnh ủy Bình Dương           | Phó Trưởng ban Tổ chức Thành ủy TP.HCM                                          |         |
| 45  | Thiếu tướng Tạ Văn Đẹp    | 1975     |  | Giám đốc Công an Tỉnh Bình Dương                                    | Phó Giám đốc Công an Thành phố Hồ Chí Minh                                      |         |
| 46  | Huỳnh Tân Định            |          |  | Phó Bí thư Đảng ủy UBND Tỉnh Bình Dương                             | Phó Bí thư Đảng ủy UBND TP.HCM                                                  |         |
| 47  | Nguyễn Lộc Hà             | 1974     |  | Phó Bí thư Thường trực Tỉnh ủy Bình Dương                           | Phó Chủ tịch UBND Thành phố Hồ Chí Minh                                         |         |
| 48  | Nguyễn Khoa Hải           | 1978     |  | Bí thư Huyện ủy Huyện Phú Giáo                                      | Phó Bí thư Đảng ủy các cơ quan Đảng TP.HCM                                      |         |
| 49  | Trương Thị Bích Hạnh      | 1975     |  | Ủy viên Ban thường vụ Tỉnh ủy, Bí thư Thành ủy Dĩ An                | Phó Chủ tịch thường trực Ủy ban Mặt trận Tổ quốc Việt Nam Thành phố Hồ Chí Minh |         |
| 50  | Nguyễn Thị Mỹ Hằng        | 1975     |  | Trưởng ban Nội chính Tỉnh ủy Bình Dương                             | Trưởng ban Nội chính Thành ủy TP.HCM                                            |         |
| 51  | Nguyễn Thị Nhật Hằng      | 1981     |  | Giám đốc Sở Giáo dục và Đào tạo Tỉnh Bình Dương                     | Phó Giám đốc Sở Giáo dục và Đào tạo TP.HCM                                      |         |
| 52  | Bùi Duy Hiền              | 1977     |  | Chánh Thanh tra Tỉnh Bình Dương                                     | Phó Chánh Thanh tra TP.HCM                                                      |         |
| 53  | Phạm Văn Hiền             |          |  | Chánh Văn phòng Tỉnh ủy Bình Dương                                  | Phó Chánh Văn phòng Thành ủy TP.HCM                                             |         |
| 54  | Huỳnh Thị Cẩm Hồng        | 1976     |  | Chủ tịch Hội đồng thành viên Công ty TNHH MTV Cao su Dầu Tiếng      | Chủ tịch Hội đồng thành viên Công ty TNHH MTV Cao su Dầu Tiếng                  |         |
| 55  | Nguyễn Kim Loan           | 1980     |  | Phó Chủ tịch Thường trực Ủy ban kiêm tra Tỉnh ủy Bình Dương         | Phó Chủ tịch Liên đoàn Lao động TP.HCM                                          |         |
| 56  | Nguyễn Anh Minh           | 1971     |  | Giám đốc Sở Xây dựng Tỉnh Bình Dương                                | Phó Giám đốc Sở Xây dựng TP.HCM                                                 |         |
| 57  | Võ Văn Minh               | 1972     |  | Phó Bí thư Tỉnh ủy, Chủ tịch Ủy ban Nhân dân Tỉnh Bình Dương        | Phó Bí thư Thành ủy, Chủ tịch HĐND Thành phố Hồ Chí Minh                        |         |
| 58  | Trương Thanh Nga          | 1982     |  | Phó Trưởng ban Tuyên giáo và Dân vận Tỉnh ủy Bình Dương             | Phó Trưởng ban Tuyên giáo và Dân vận Thành ủy TP.HCM                            |         |
| 59  | Võ Hoàng Ngân             | 1978     |  | Phó Trưởng ban Tổ chức Tỉnh ủy Bình Dương                           | Giám đốc Sở Xây dựng TP.HCM                                                     |         |
| 60  | Bùi Thanh Nhân            | 1974     |  | Trưởng ban Tuyên giáo và Dân vận Tỉnh ủy Bình Dương                 | Chủ tịch Liên đoàn Lao động TP.HCM                                              |         |
| 61  | Phạm Trọng Nhân           |          |  | Chủ tịch Liên đoàn Lao động Tỉnh Bình Dương                         | Phó Chủ tịch Liên đoàn Lao động TP.HCM                                          |         |
| 62  | Huỳnh Thị Thanh Phương    | 1971     |  | Giám đốc Sở Nội vụ Tỉnh Bình Dương                                  | Phó Giám đốc Sở Nội vụ TP.HCM                                                   |         |
| 63  | Nguyễn Trường Nhật Phượng | 1979     |  | Phó Chủ tịch HĐND Tỉnh Bình Dương                                   | Phó Chủ tịch HĐND Thành phố Hồ Chí Minh                                         |         |
| 64  | Ngô Quang Sự              |          |  | Phó Trưởng ban Tổ chức Tỉnh ủy Bình Dương                           | Phó Giám đốc Sở Nông nghiệp và Môi trường TP.HCM                                |         |
| 65  | Bùi Minh Thạnh            | 1971     |  | Phó Chủ tịch UBND Tỉnh Bình Dương                                   | Phó Chủ tịch UBND Thành phố Hồ Chí Minh                                         |         |
| 66  | Lê Hồng Thông             |          |  | Bí thư Thành ủy Bến Cát                                             | Phó Chủ nhiệm Ủy ban Kiểm tra Thành ủy TP.HCM                                   |         |
| 67  | Trần Thị Diễm Trinh       | 1987     |  | Bí thư Tỉnh đoàn Bình Dương                                         | Bí thư Đảng ủy phường Thuận An                                                  |         |
| 68  | Bùi Minh Trí              | 1972     |  | Phó Chủ tịch UBND tỉnh Bình Dương                                   | Phó Trưởng Ban Tổ chức Thành ủy TP.HCM                                          |         |
| 69  | Nguyễn Chí Trung          | 1967     |  | Chủ nhiệm Ủy ban Kiểm tra Tỉnh ủy Binh Dương                        | Phó Chủ nhiệm thường trực Ủy ban Kiểm tra Thành ủy TP.HCM                       |         |
| 70  | Mai Bá Trước              |          |  | Bí thư Huyện ủy Huyện Dầu Tiếng                                     | Phó Giám đốc Sở Tài chính TP.HCM                                                |         |
| 71  | Hà Văn Út                 | 1969     |  | Giám đốc Sở Công thương Tỉnh Bình Dương                             | Phó Giám đốc Sở Công thương TP.HCM                                              |         |
| 72  | Nguyễn Thị Ngọc Xuân      | 1985     |  | Phó Trưởng đoàn chuyên trách Đoàn đại biểu Quốc hội Tỉnh Bình Dương | Phó Trưởng đoàn chuyên trách Đoàn đại biểu Quốc hội khóa XV TP.HCM              |         |
| 73  | Võ Thị Bạch Yến           | 1973     |  | Chủ tịch Hội Liên hiệp Phụ nữ Tỉnh Bình Dương                       | Phó Chủ tịch Hội Liên hiệp Phụ nữ TP.HCM                                        |         |
| 74  | Dương Ngọc Châu           |          |  | Bì thư Huyện ủy Huyện Châu Đức                                      | Bí thư Đảng ủy phường Tân Phước                                                 |         |
| 75  | Trần Thị Ngọc Châu        |          |  | Giám đốc Sở Giáo dục và Đào tạo Tỉnh Bà Rịa-Vũng Tàu                | Phó Giám đốc Sở Giáo dục và Đào tạo                                             |         |
| 76  | Phạm Thành Chung          | 1978     |  | Giám đốc Sở Nội vụ Tỉnh Bà Rịa-Vũng Tàu                             | Phó Giám đốc Sở Nội vụ TP.HCM                                                   |         |
| 77  | Đại tá Trần Văn Cư        | 1974     |  | Chỉ huy trưởng Bộ chỉ huy quân sự Tỉnh Bà Rịa-Vũng Tàu              | Phó Tư lệnh Bộ Tư lệnh Thành phố Hồ Chí Minh                                    |         |
| 78  | Nguyễn Công Danh          | 1982     |  | Trưởng Ban Kinh tế - Ngân sách HĐND Tỉnh Bà Rịa-Vũng Tàu            | Trưởng Ban Kinh tế - Ngân sách HĐND Thành phố Hồ Chí Minh                       |         |
| 79  | Hoàng Nguyên Dinh         | 1980     |  | Bí thư Thành ủy Vũng Tàu                                            | Phó Trưởng ban Tuyên giáo và Dân vận Thành ủy TP.HCM                            |         |
| 80  | Võ Văn Dũng               | 1974     |  | Chủ nhiệm Ủy ban Kiểm tra Tỉnh ủy Tỉnh Bà Rịa-Vũng Tàu              | Chủ nhiệm Ủy ban Kiểm tra Thành ủy TP.HCM                                       |         |
| 81  | Phan Khắc Duy             |          |  | Bí thư Huyện ủy Huyện Xuyên Mộc                                     | Bí thư Đảng ủy xã Hồ Tràm                                                       |         |
| 82  | Nguyễn Văn Đa             | 1970     |  | Giám đốc Sở Nông nghiệp và Môi trường Tỉnh Bà Rịa-Vũng Tàu          | Phó Giám đốc Sở Nông nghiệp và Môi trường TP.HCM                                |         |
| 83  | Đại tá Đặng Cao Đạt       |          |  | Chỉ huy trưởng Bộ Chỉ huy Bộ đội Biên phòng Tỉnh Bà Rịa-Vũng Tàu    | Phó Chỉ huy trưởng Ban Chỉ huy Bộ đội Biên phòng TP.HCM                         |         |
| 84  | Nguyễn Văn Đồng           | 1976     |  | Giám đốc Sở Ngoại vụ Tỉnh Bà Rịa-Vũng Tàu                           | Giám đốc Sở Dân tộc và Tôn giáo TP.HCM                                          |         |
| 85  | Lê Hoàng Hải              | 1974     |  | Trưởng ban Nội chính Tỉnh ủy Tỉnh Bà Rịa-Vũng Tàu                   | Phó Trưởng ban Tuyên giáo và Dân vận Thành ủy                                   |         |
| 86  | Lương Thị Lệ Hằng         | 1980     |  | Phó Giám đốc Sở Khoa học và Công nghệ Tỉnh Bà Rịa-Vũng Tàu          | Phó Giám đốc Sở Khoa học và Công nghệ TP.HCM                                    |         |
| 87  | Dương Trọng Hiếu          | 1976     |  | Trưởng ban Tổ chức Tỉnh ủy Tỉnh Bà Rịa-Vũng Tàu                     | Phó Trưởng ban thường trực Ban Tổ chức Thành ủy TP.HCM                          |         |
| 88  | Lê Văn Hòa                | 1977     |  | Chủ tịch Liên đoàn Lao động Tỉnh Bà Rịa-Vũng Tàu                    | Phó Chủ tịch Liên đoàn Lao động TP.HCM                                          |         |
| 89  | Võ Huy Hoàng              | 1979     |  | Giám đốc Sở Tư pháp Tỉnh Bà Rịa-Vũng Tàu                            | Phó Trưởng ban Nội chính Thành ủy TP.HCM                                        |         |
| 90  | Lê Ngọc Linh              | 1970     |  | Giám đốc Sở Xây dựng Tỉnh Bà Rịa-Vũng Tàu                           | Phó Giám đốc Sở Xây dựng TP.HCM                                                 |         |
| 91  | Trần Tuấn Lĩnh            | 1976     |  | Bí thư Thành ủy Bà Rịa                                              | Bí thư Đảng ủy phường Bà Rịa                                                    |         |
| 92  | Lê Ngọc Khánh             | 1968     |  | Phó Chủ tịch Ủy ban nhân dân Tỉnh Bà Rịa-Vũng Tàu                   | Phó Chánh Văn phòng Thành ủy TP.HCM                                             |         |
| 93  | Lê Văn Minh               | 1982     |  | Phó Trưởng ban Tuyên giáo và Dân vận Tỉnh ủy Tỉnh Bà Rịa-Vũng Tàu   | Phó Trưởng ban Tuyên giáo và Dân vận Thành ủy TP.HCM                            |         |
| 94  | Phạm Quang Nhật           |          |  | Giám đốc Sở Công thương Tỉnh Bà Rịa-Vũng Tàu                        | Phó Giám đốc Sở Công thương TP.HCM                                              |         |
| 94  | Lê Văn Phong              | 1977     |  | Phó Bí thư Đảng ủy các cơ quan Đảng Tỉnh Bà Rịa-Vũng Tàu            | Phó Bí thư Đảng ủy các cơ quan Đảng TP.HCM                                      |         |
| 96  | Huỳnh Thị Phúc            | 1976     |  | Phó Trưởng đoàn Đoàn đại biểu Quốc hội khóa Tỉnh Bà Rịa-Vũng Tàu    | Phó Trưởng đoàn chuyên trách Đoàn đại biểu Quốc hội khóa XV TPHCM               |         |
| 97  | Đại tá Trần Thị Kim Phụng | 1974     |  | Phó Giám đốc Công an Tỉnh Bà Rịa-Vũng Tàu                           | Phó Giám đốc Công an Thành phố Hồ Chí Minh                                      |         |
| 98  | Bùi Chí Thành             | 1974     |  | Trưởng ban Tuyên giáo và Dân vận Tỉnh ủy Tỉnh Bà Rịa-Vũng Tàu       | Bí thư Đảng ủy phường Phú Mỹ                                                    |         |
| 99  | Hoàng Vũ Thảnh            |          |  | Giám đốc Sở Tài chính Tỉnh Bà Rịa-Vũng Tàu                          | Phó Giám đốc Sở Tài chính TP.HCM                                                |         |
| 100 | Nguyễn Văn Thọ            | 1968     |  | Phó Bí thư Tỉnh ủy, Chủ tịch Ủy ban Nhân dân Tỉnh Bà Rịa-Vũng Tàu   | Phó Chủ tịch thường trực UBND Thành phố Hồ Chí Minh                             |         |
| 101 | Đặng Minh Thông           | 1977     |  | Phó Chủ tịch Ủy ban Nhân dân Tỉnh Bà Rịa-Vũng Tàu                   | Phó Bí thư Thành ủy TP.HCM                                                      |         |
| 102 | Lê Thị Kim Thu            | 1976     |  | Chủ tịch Hội Liên hiệp Phụ nữ Tỉnh Bà Rịa-Vũng Tàu                  | Phó Chủ tịch Hội Liên hiệp Phụ nữ TP.HCM                                        |         |
| 103 | Võ Ngọc Thanh Trúc        | 1981     |  | Chủ tịch Ủy ban Mặt trận Tổ quốc Tỉnh Bà Rịa-Vũng Tàu               | Phó Chủ tịch Ủy ban MTTQ Thành phố, Chủ tịch Hội Liên hiệp Phụ nữ TP.HCM        |         |
| 104 | Tạ Quốc Trung             |          |  | Phó Trưởng ban Tuyên giáo và Dân vận Tỉnh ủy Tỉnh Bà Rịa-Vũng Tàu   | Phó Trưởng ban Tuyên giáo và Dân vận Thành ủy TP.HCM                            |         |
| 105 | Lê Anh Tú                 | 1978     |  | Bí thư Huyện ủy Huyện Côn Đảo                                       | Bí thư Đặc khu Côn Đảo                                                          |         |
| 106 | Huỳnh Sơn Tuấn            | 1975     |  | Bí thư Thành ủy Phú Mỹ                                              | Bí thư Đảng ủy xã Long Hải                                                      |         |
| 107 | Trần Văn Tuấn             | 1975     |  | Phó Chủ tịch HĐND Tỉnh Bà Rịa-Vũng Tàu                              | Phó Chủ tịch HĐND Thành phố Hồ Chí Minh                                         |         |
| 108 | Hồ Thị Ánh Tuyết          | 1986     |  | Bí thư Tỉnh Đoàn Tỉnh Bà Rịa-Vũng Tàu                               | Phó Bí thư Thành đoàn TP.HCM                                                    |         |
| 109 | Nguyễn Công Vinh          | 1972     |  | Phó Chủ tịch Ủy ban Nhân dân Tỉnh Bà Rịa-Vũng Tàu                   | Giám đốc Sở Tài chính TP.HCM                                                    |         |